# Van der Valk (bedrijf)

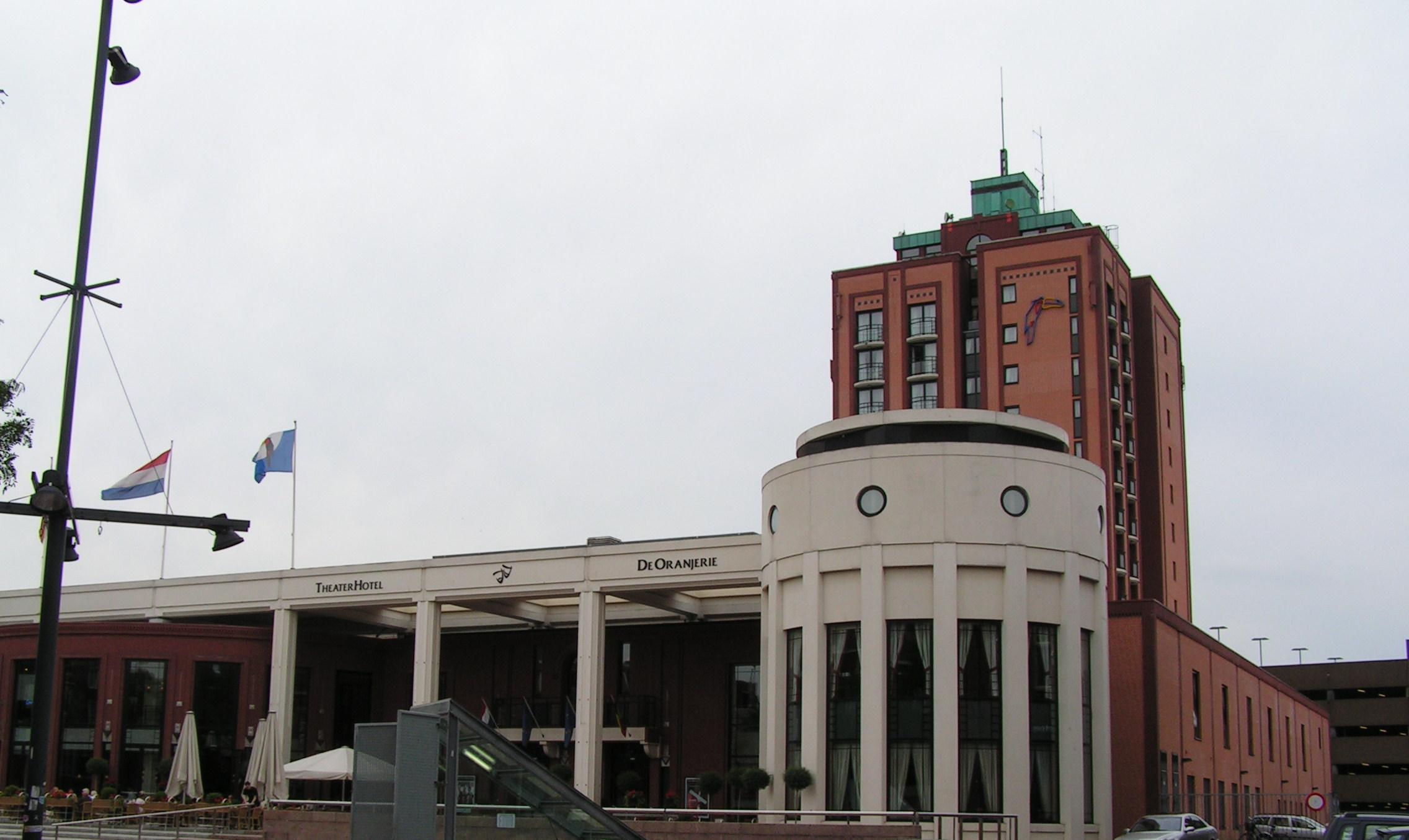
TheaterHotel De Oranjerie in Roermond, een van de hotels van Van der Valk. Zoals de naam al aangeeft exploiteert Van der Valk hier ook een theater.

Van der Valk Hotels & Restaurants is een Nederlandse horecaonderneming.

## Geschiedenis
Nicolaas van der Valk, die 24 kinderen had, was de grondlegger van het bedrijf. Als aanvulling op zijn inkomen om deze grote familie te onderhouden, opende hij in de negentiende eeuw naast zijn boerderij een drankgelegenheid voor boeren die hun koeien naar de markt brachten. Dit etablissement staat bekend als De Gouden Leeuw in Voorschoten.
In 1939 transformeerde zijn zoon Martien van der Valk sr. het dranklokaal tot een motel-restaurant, uitgerust met een kinderspeeltuin. In 1956 nam Martien voor 1 gulden het failliete Vogelpark Avifauna over en lijfde het in bij het bedrijf. Het was zijn ambitie om elk van zijn elf kinderen een eigen hotel te laten beheren. De latere directeur van het concern, Gerrit van der Valk (1928–2009), kreeg de leiding over het zesde hotel. Onder zijn beheer breidde het bedrijf verder uit, met de oprichting van zowel hotels als motels. In 1974 was het bedrijf het grootste motelbedrijf van het land. In september 1968 opende de familie zijn eerste eigen ontworpen en gebouwde motel, Motel Nuland.
Voor vele jaren stond Gerrit aan het hoofd van de steeds verder uitbreidende horeca-onderneming, samen met zijn jongere broer Arie (1929–2024). Van der Valk werd bekend om een aantal karakteristieke gerechten, waarvan de appelmoes met kers langdurig het handelsmerk van de keten was.
Tijdens de coronacrisis hadden de door de overheid geïmplementeerde maatregelen een aanzienlijke impact op de bedrijfsvoering van het concern. In reactie op deze crisis werden enkele hotels in 2020 omgevormd tot opvanglocaties voor patiënten die besmet waren met het coronavirus.

### Problemen

#### Ontvoering
In 1982 werd de Van der Valk-familie getroffen door de ontvoering van Gerrits vrouw, Toos van der Valk. Zij werd ontvoerd door drie Italiaanse criminelen, 21 dagen vastgehouden en na de betaling van 13 miljoen gulden losgeld weer vrijgelaten.

#### Vermissing
Corrie van der Valk, een ander lid van de familie, verdween spoorloos in januari 2001. In mei 2008 werd ze officieel doodverklaard, ondanks het ontbreken van haar lichaam en haar eerdere verklaring dat ze haar leven op een andere manier wilde inrichten. In november 2018 werd na DNA-onderzoek bevestigd dat ze begraven ligt op een begraafplaats in België, waar ze als 'onbekend' ter aarde was besteld. Het bleek dat ze omgekomen was bij een treinongeluk in 2001.

#### Belastingontduiking
De Belastingdienst en Arbeidsinspectie van Nederland ontvingen weinig waardering van de eerste generatie leiders van het Van der Valk familiebedrijf, voornamelijk van Gerrit van der Valk en zijn broer Arie. De niet-officiële betalingen, ook wel bekend als zwart geld, in sommige Van der Valk-vestigingen waren een algemeen bekend gegeven. In februari 1994 werd Gerrit van der Valk gearresteerd op Curaçao en vastgehouden in de Koraal Specht-gevangenis. Deze gebeurtenis markeerde de aanvang van een langlopend juridisch gevecht tussen de Fiscale Inlichtingen- en Opsporingsdienst (FIOD) en Van der Valk. Uiteindelijk werd de zaak afgehandeld door een betaling van 213 miljoen gulden (ongeveer 96,6 miljoen euro) door Van der Valk. Verschillende familieleden werden veroordeeld als gevolg van deze gebeurtenis.
Deze belastingzaak versnelde de reorganisatie van het bedrijf, waarbij de leiding overging naar de jongere generatie. Als onderdeel van deze reorganisatie werd het bedrijf opgedeeld in negen onafhankelijke houdstermaatschappijen, die intern als "staken" werden aangeduid.

## Vestigingen
De Van der Valk-keten heeft vestigingen in Nederland en Nederlandse Antillen, Duitsland, België, Frankrijk, Luxemburg, Spanje, Verenigde Staten (gegevens 2012). Net als de eerste hotels zijn ze veelal in handen van familieleden. In 2020 opende het Van der Valk Hotel Zuidas aan de Tommaso Albinonistraat 200-204. Van der Valk had ook een meerderheidsbelang in de Nederlandse tak van Dunkin' Donuts, die in oktober 2024 failliet ging.

### Valk Exclusief
Een deel van de familie exploiteert haar vestigingen onder de nieuwe merknaam 'Valk Exclusief'. Dit betreft de vestigingen van de staak Voorschoten (Arie van der Valk en zijn zonen) en de vestigingen van de staak Matser (Til Matser - van der Valk en haar zonen). Deze twee staken met een aantal hotels in Nederland en daarbuiten splitsten zich begin 2011 af van de Vereniging Licentiehouders en de gemeenschappelijke Dienstenorganisatie. Enkele activiteiten, bijvoorbeeld de website Valk.com en loyaliteitsprogramma Valk Loyal, worden nog wel gezamenlijk door de negen familie-staken gedaan. Hoewel de naam het doet suggereren, bieden 'Valk Exclusief' vestigingen dus niet per se een hoger kwaliteitsniveau. Als voorbeeld dient hotel 'Het Arresthuis' in Roermond, de enige vestiging met 5 sterren, dat valt onder de bestaande 'Van der Valk' merknaam.

## Logo
Het logo van de Van der Valk-ondernemingen is de afbeelding van een toekan. Toen het vogelpark Avifauna in Alphen aan den Rijn door de familie werd gekocht had de schilder Jan van Haastrecht een grote toekan geschilderd op een muur. Toen besloten de hotels en restaurants van het concern de toekan te gaan gebruiken als logo.
Er prijkten al toekans op de eerste posters van het vogelpark. Sinds 2013 maakt Avifauna geen onderdeel meer van het concern, maar is nu een stichting zonder winstoogmerk.